# Le Triomphe des sept desperadas
Pour plus de détails, voir Fiche technique et Distribution.
Le Triomphe des sept desperadas (7 donne per una strage) est un western spaghetti sorti en 1966, réalisé par Rudolf Zehetgruber (sous le pseudonyme de Cehett Grooper), Gianfranco Parolini et Sidney W. Pink.

## Synopsis
Sept femmes survivent au massacre d'une caravane par les Apaches. Mais elles doivent encore traverser le désert pour fuir les indiens qui les poursuivent.

## Fiche technique
- Titre français : Le Triomphe des sept desperadas
- Titre original italien : Sette donne per una strage
- Titre original espagnol : Las siete magnificas
- Titre original allemand : Frauen, die durch die Hölle gehen[1]
- Genre : Western spaghetti
- Réalisation : Rudolf Zehetgruber (sous le pseudo de Cehett Grooper), Gianfranco Parolini (non crédité), Sidney W. Pink (non crédité)
- Scénario : Mino Roli (sous le pseudo de Mike Ashley) (sujet), Theo Maria Werner (sous le pseudo de Werner Hauff) (dialogues), Miguel F. Alonso (adaptation), Jim Hena Ghar, Sidney W. Pink
- Production : Zeljko Kunkera (producteur), Robert Russ (producteur associé), Marcello Luchetti (producteur général), pour L.M. Films, Dany Film, Danubia Films, Eurofilm
- Photographie : Marcello Gatti
- Montage : Antonio Ramírez
- Musique : Gregorio García Segura, Carlo Savina
- Costumes : Blanda Stefani
- Maquillage : Carmen Martín, Manuel Martín
- Décors : Luis Argüello
- Année de sortie : 1966
- Durée : 104 minutes (Autriche), 101 minutes (Espagne)
- Image : Eastmancolor[2], 2.35:1
- Langue : italien, espagnol
- Pays :  Espagne,  Italie,  Autriche,  Liechtenstein
- Distribution en Italie : Cire Films, Italcid
- Inédit à Paris, distribué en Alsace et dans le Sud de la France en 1970[1]

## Distribution
- Anne Baxter : Mary Ann
- Maria Perschy : Ursula
- María Mahor : Dorothy
- Perla Cristal : Pilar
- Rosella Como : Katy Grimaldi
- Christa Linder : Bridget
- Adriana Ambesi : Betty Grimaldi
- Fernando Hilbeck : White Cloud
- Luis Prendes : Pope
- Gustavo Rojo : Gus Macintosh
- Mila Stanić